# Hitachi (Ibaraki)
Hitachi (日立市 -shi) é uma cidade japonesa localizada na província de Ibaraki.
Em 1 de Março de 2005 a cidade tinha uma população estimada em 201 634 habitantes e uma densidade populacional de 894 h/km². Tem uma área total de 225,45 km².
Recebeu o estatuto de cidade a 1 de Setembro de 1939.

## Demografia

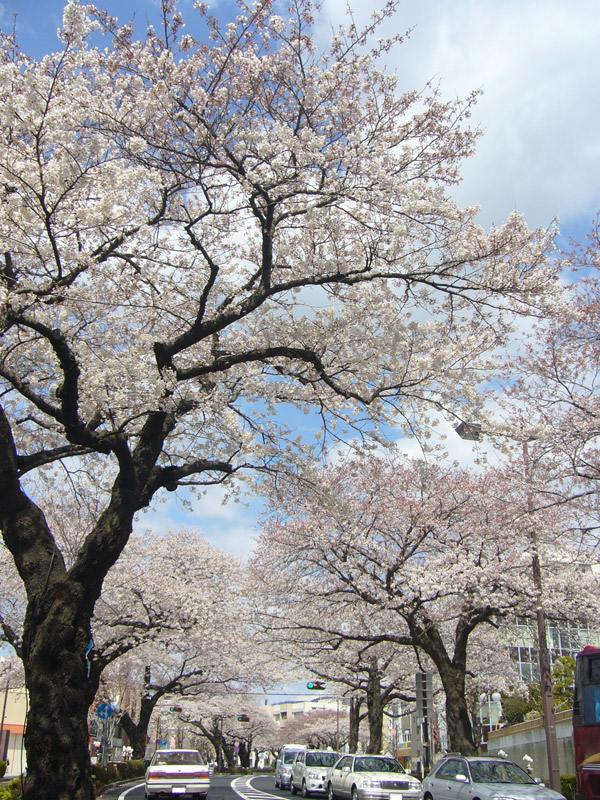
Rua da Paz Paz em Hitachi.

De acordo com os dados do censo japonês,  a população de Hitachi atingiu o pico por volta de 1980 e tem diminuído continuamente desde então.

## Cidades-irmãs
- Kiryu, Japão
- Birmingham, Estados Unidos
- Tauranga, Nova Zelândia
- Yamanobe, Japão